# Rosemarie Bornand Jarpa
Rosemarie Bornand Jarpa (Pitrufquén, 16 de enero de 1945) es una abogada chilena de derechos humanos. Fue integrante del Comité Pro Paz, posteriormente de la Vicaría de la Solidaridad y también profesa la fe cristiana protestante, siendo parte de la Iglesia Metodista de Chile.

## Biografía
Nació en Pitrufquén, un pueblo de la provincia de Cautín el 16 de enero de 1945. Estudió la enseñanza básica en una escuela pública de niñas de la localidad. Pero como en Pitrufquén no había enseñanza secundaria, tuvo que realizar sus estudios secundarios en la ciudad de Temuco.
El padre de Rosemarie Bornand era militante del Partido Radical, por lo que en su hogar siempre se hablaba de política, desde que ella era una niña. Esta influencia provocó que también tuviera interés por la política, y que fuera simpatizante del gobierno de la Unidad Popular.
Tras terminar el colegio, nuevamente debió cambiar de ciudad, esta vez a Concepción. En 1962, teniendo 17 años, ingresó a estudiar Derecho en la Universidad de Concepción. En dicha universidad, tuvo como profesores a destacados abogados como el abogado y político Manuel Sanhueza Cruz, y el abogado y académico Rolando Peña López, que hoy da nombre a un premio otorgado por la misma universidad. Rosemarie Bornand terminó sus estudios alrededor de 1966.
En 1970, Bornard Jarpa ya había terminado sus estudios de derecho, por ese mismo período también entró en casamiento con su cónyuge, Eduardo. En ese entonces ambos deciden trasladarse a vivir a Santiago. Una vez instalados, Rosemarie Bornand ingresó a trabajar en la Caja de Previsión de los Obreros Municipales, donde trataba directamente con obreros y sindicalistas. Fue trabajando en este lugar que, a ella y a su marido, los sorprendió el Golpe de Estado, en 1973.

## Abogada de Derechos Humanos

### Durante la dictadura militar en Chile
En los inicios del golpe, la casa de Rosemarie Bornand fue allanada debido a que gente de Concepción había empezado a llegar a su hogar huyendo de la persecución política en aquella localidad. En paralelo, uno de los fundadores del Comité Pro Paz, el pastor metodista Tomas Stevens Noel, la invitó a unirse al recién fundado Comité, invitación que ella aceptó, convirtiéndose en la primera mujer abogada de la institución. Para ese período, ella ya era miembro de la Iglesia Metodista de Chile. Esta fue una de las razones que la llevaron a decidir aceptar esta invitación. 
El trabajo en el Comité consistía en realizar defensas en los Consejo de guerra de los presos políticos. En su trabajo en el Comité, conoció y colaboró con abogados como Roberto Garretón, Nibaldo Galleguillos, y Hernán Montealegre. Trabajó allí hasta que el comité fue disuelto en 1975 por orden del general Pinochet, pero rápidamente, se integró a una de sus instituciones sucesoras, la Vicaría de la Solidaridad. 
En su trabajo como defensora de los derechos humanos, Rosemarie Bornand fue la primera abogada en entrar al Cuartel Borgoño, principal centro de tortura de la CNI. Al ingresar para entrevistarse con uno de los detenidos, uno de éstos le entregó una venda con la que tapaban los ojos a las personas para torturarlas, la cual se encuentra actualmente en el Museo de la Memoria.
En 1976 fueron detenidas 13 personas, 11 pertenecían al Partido Comunista (PC) y 2 al Movimiento de Izquierda Revolucionaria (MIR). Reinalda Pereira tenía 29 años, estaba embarazada y militaba en el PC. Rosemarie Bornand fue una de las abogadas a cargo de poner recursos de amparo en favor de los detenidos y de intentar localizar su paradero. La abogada también acompañó a su familia en la búsqueda de su paradero tras el retorno a la democracia y en la investigación de si el hijo de Reinalda habría nacido o no. 
Rosemarie Bornand siguió trabajando activamente durante los años 80. En 1984, acusó a la CNI de asesinar a Enzo Muñoz Arévalo y a Héctor Sobarzo Nuñez, denunciando que este organismo habría fabricado un montaje en el que supuestamente las dos víctimas se habría enfrentado entre sí. En 1985, hizo trámites en favor de 11 detenidos de distintas zonas del país: de Santiago; Valparaíso: y Concepción. Estos detenidos habían sido llevados a un campo de prisioneros de carácter militar en la zona desértica de Conchi, ubicado a 72 kilómetros de Calama. En 1987, participó en la defensa del médico Pedro Marín, quien junto a otros miembros del Frente Patriótico Manuel Rodríguez (FPMR), fueron detenidos y sometidos a duras condiciones de aprisionamiento. Bornand denunció también que el médico fue violado y en su juicio estuvo presente uno de sus torturadores.

### Fuera de Chile tras el retorno de la democracia
El 30 de diciembre de 1992, las instalaciones de la Vicaría de la Solidaridad dejaron de funcionar. Ante este escenario, Rosemarie Bornand decidió seguir trabajando en temáticas de derechos humanos y no trabajar para los nuevos gobiernos del país. De esta forma, en marzo de 1993 se integró a las misiones de Paz en El Salvador, tras el fin de la guerra civil en el país caribeño. Tras 3 años en este país, trabajó otros 3 años en misiones de paz en Guatemala.
A fines de siglo decidió retornar a Chile, donde trabajó un tiempo en el Servicio de Impuestos Internos, pero al poco tiempo comenzó a trabajar en el programa de Derechos Humanos del Ministerio del Interior durante el gobierno de Ricardo Lagos, bajo la dirección de Luciano Fouillioux. En este período también participó en la Comisión Valech 1. Posteriormente Rosemarie Bornard llegó a ser directora de este programa entre 2008 y 2010. Su colaboración en el área de DD.HH. finalizó ese mismo año, tras el fin del primer mandato de Michelle Bachelet.
Por otra parte, en 2005, la Fundación Presidente Allende nombró una Comisión Calificadora con el objetivo de seleccionar y evaluar solicitudes para acceder al Fondo de Ayuda a las víctimas de Pinochet. Bornand fue junto al pastor luterano Helmut Frenz, el abogado Claudio González de la FASIC y la abogada comunista Carmen Hertz, parte de esta comisión. Actualmente, Rosemarie Bornand se desempeña como presidenta del directorio de la Fundación de Protección de la Infancia Dañada por el Estado de Emergencia (P.I.D.E.E.).